# Club Stormers San Lorenzo
El Club Deportivo Stormers San Lorenzo, conocido como Stormers San Lorenzo o simplemente Stormers, es un club de fútbol de la ciudad de Catavi, Departamento de Potosí, Bolivia. Fue fundado el 26 de mayo de 1897 como Potosí Stormer’s Football Club y actualmente participa es la Asociación de Fútbol Potosí. Participó en la Primera División de Bolivia los años 1972, 1973.
Este club es producto de la fusión de dos clubes, el Club Stormers Petrolero y el Club San Lorenzo, que originalmente era propiedad de los trabajadores de la zona del Teatro al Aire Libre. En la actualidad disputa sus partido en condición local en el estadio Serafín Ferreira de la localidad de Catavi.

## Historia

### Potosí Stormer’s Football Club (1897)
El fútbol se juega siguiendo una serie de reglas que se unificaron en un Código el año 1863 en reuniones de escuelas de Londres el cual recibiría el nombre de “ Futbol Asociación”, tendría que pasar unos 30 años para que por influencia Británica casi a mediados del año 1897 en la Villa Imperial de Potosí sea fundado el Pionero de este deporte, que se denominaría con grafía de la época como POTOSI STORMER’S FOOTBALL CLUB, es por lo tanto el club más antiguo de Potosí, con vigencia en la Asociación de Fútbol Potosí y jugando a la vez el campeonato Nacional B, más conocido como “Copa Simón Bolívar”, que da al campeón una plaza a la máxima división del Fútbol Profesional Boliviano.
Según añejas versiones, esta nueva diversión, convertida en nuestros tiempos en deporte popular, fue practicada en las “tierras altas del Gran Potosi”, al finalizar el siglo XIX, indudablemente en la legendaria “Pampa de San Clemente”, otrora escenario de justas de espadachines donde jóvenes de linajuda estirpe lidiaban por su “Dios, por su Honor y por su Dama”. El campo ofrecía condiciones precarias, allí se improvisó una planicie caprichosa, sin arcos, sin protección a los jugadores y a los árbitros, provocando como es de suponer, disturbios masivos con graves consecuencias.
Para superar este problema, se habilitó un campo deportivo con mejores condiciones en el “Recreo el Chaco” de la familia Ochoa, ubicado en la Calle Bustillo cerca a lo que hoy es el cuartel del Ejército Pérez. Allí se jugaron grandes partidos, dando nacimiento al fanatismo de los parciales de los primeros equipos de fútbol.
En estos primigenios escenarios deportivos se jugaron partidos amistosos de fútbol, desde 1896 hasta 1912. El nuevo deporte llegó a Bolivia por dos corrientes, algo así como la conquista española: por la del Río de la Plata, y el Océano Pacífico, despertando gran interés en la ciudadanía potosina y llegando al extremo de fanatizar a quienes simpatizaban con los equipos participantes, los que inclusive habían llegado a provocar choques masivos entre hinchas  y también entre jugadores. En los primeros años, como otros deportes, el fútbol era clasista; después fue del pueblo. Eran los de la “high life”, los “pijes” de la clase media los que se “mandaban la parte”, luego se impusieron los equipos de los obreros, de los artesanos y de los mineros.
A medida que transcurría el tiempo el interés por su práctica era cada vez más creciente. 
Fue entonces, que en 1912 se organizó la “Liga de Futbol Potosi”, la que a su vez convocó al primer campeonato oficial. Torneo que no solamente no concluyó, sino que fue declarado “desierto”, porque como en anteriores oportunidades se produjeron “choques campales” entre los partidarios de los equipos que protagonizaban encuentros muy equilibrados. Esta vez los enfrentamientos eran entre estudiantes y obreros, lo que obligó a los dirigentes a ingresar a un receso, el mismo que duró hasta 1914, año en el que se convocó a un nuevo campeonato, ya que la Liga de Fútbol Potosí, había sido reorganizada. Fue entonces cuando se fundaros varios clubes como: Estrella Roja y Pichincha. Como en el anterior torneo, éste nuevamente fue interrumpido por las peleas callejeras que protagonizaban grupos de  fanáticos obreros y “pijes”.
Cuatro años más tarde se reorganizó la Liga de Fútbol Potosí, y en 1918 se convocó al campeonato oficial en medio de gran entusiasmo, tanto de dirigentes y jugadores como del mismo pueblo. Fue así que la representación de “la vieja casona”, del gran Colegio Nacional de Pichincha, dirigida por profesores y constituida por estudiantes, se clasificó campeón en los torneos de 1918 y 1919. Entre algunos nombres de equipos participantes se tiene a Estrella Roja, Potosí Sporting, American Royal, Potosí Strong, Nimbles, River Plate. Por entonces era Director del establecimiento el Dr. Belisario Oropeza, Director Técnico, Enrique López Rodrigo; y actuaban como jugadores: Manuel Rodríguez, Félix Alurralde, Manuel Díaz, Félix Murillo, René Villagómez, Francisco Aldana, Néstor Cazasola, José Díaz, Bernardo Hurtado Navarro, Fortunato Torres, Marcelino Vega, Modesto Subieta y el Dr. Balcera.

### Stormer’s Potosí (1941)
Después que finaliza la guerra del chaco, con el país de Paraguay y haberse suspendido los partidos de la AFP entre 1930 al 1936 por una especie de receso obligado, debido a factores políticos nacionales e internacionales, como efecto de la caída del gobierno de Hernando Siles y el advenimiento de la Junta Militar presidida por el Gral. Blando Galindo; posteriormente la elección del Dr. Daniel Salamanca, que no pudo evitar la mencionada guerra del Chaco, conflicto bélico que se llevó a la casi totalidad de los jugadores de fútbol a cumplir con el alto deber cívico de defender la integridad territorial de la Patria. Vuelve a reorganizarse el Club entre finales del año 1941 y el 1 de mayo del año 1942 bajo la presidencia de Don Emilio Coila hasta el año de 1958.
El año 1959 el torneo de primera “B” se hizo interesante, ya que en la gestión anterior había descendido nada menos que el club Highland Players. Buscando su retorno a la máxima categoría armó un equipo de primer nivel, con el que logró su objetivo, clasificándose como campeón con 22 puntos, retornando a la división de honor. Descendió Almagro que había ganado solo 7 puntos, Stormer’s quedó con 14 puntos al igual que Huracán pero por gol diferencia finalizó como 4.º

### Stormer’s Petrolero (1961)
En la década de 1940 y 50 la empresa estatal YPFB va a conformar equipos a nivel nacional en la mayoría de los sindicatos de trabajadores en varias ciudades con lo cual empieza la fiebre de los denominados “Petroleros”.
Si en Cochabamba corazón de Bolivia llega a nacer Petrolero, al este en Santa Cruz emerge el aun hoy vigente Oriente Petrolero, como antagonismo a esto en la Ciudad de Oruro nace Oeste Petrolero. Situación distinta suceden en Sucre y Potosí, ya que no se crean nuevas entidades deportivas sino una fusión con clubes ya existentes, en Sucre se lo haría con el Sporting Independiente llegando a modificarlo y llamarse Independiente Petrolero, en la Villa Imperial sucede algo similar con el Stormer’s ya que se llega a un acuerdo y logran unificarse con el equipo de Yacimientos Petrolíferos Fiscales Bolivianos a inicios de 1961 y su denominación final llega a ser Stormer’s Petrolero, dicho club en esta etapa aún estaba en la segunda división de la AFP, hasta tener regularidad y ascender a la primera división de la AFP en los 70, posteriormente llega a participar de campeonatos Nacionales en representación de Potosí en los años 1972 y 1973 junto a Independiente Unificada y el club 10 de Noviembre-Wilsterman Cooperativas.
En La Paz dejaría huella el Chaco Petrolero, que es muy distinto al Petrolero del Chaco (equipo de Yacuiba, Tarija, de reciente fundación el 2002 y fusionado con el club Real Charcas de la ATF para jugar en dicha Asociación), dato curioso también llegó a existir en los 70 un Beni Petrolero.
De los 8 equipos anteriormente mencionados que jugaron ya sea en campeonatos Nacionales, la Liga del Fútbol Profesional Boliviano, y la recientemente creada Primera División del Fútbol de Bolivia, solamente el club Oriente Petrolero juega en la máxima categoría, los demás o juegan en su Asociación de su Departamento o están desaparecidos. 
Antes de la Creación de la Liga del Fútbol Profesional Boliviano en el año de 1977. El fútbol en Bolivia se lo realizaba en un campeonato Nacional con representantes no solo de ciudades capitales La Paz, Santa Cruz, Cochabamba, Oruro, Sucre, Potosí, Tarija y Beni, sino también con miembros de ciudades intermedias que tenían sus Asociaciones de Fútbol como Llallagua, Pulacayo, Uyuni, Tupiza, Villazón, Quechisla, Huanuni, Quillacollo y Colquiri, quienes asistieron al IX Congreso Extraordinario Nacional de Fútbol que se realizó en Potosí el 1° de marzo del año de 1969, con la participación de dos delegados por Asociación.
El año de 1970 el equipo participó con regularidad del torneo en la Primera división de la AFP entre los equipos: Nacional Potosí, Casegural, Universitario, Ferroviario, Rotativo, Municipal, Stormer’s Petrolero y Tumilky.
El año 1971 casi paralelamente al torneo de la AFP, el Círculo de Periodistas Deportivos convocó al Campeonato denominado “Antofagasta”, donde solamente participaron seis equipos a saber: Wilsterman Coop, Alianza Litoral, Nacional Potosí, Universitario, Casegural y Stormer’s Petrolero.
Mientras que el Campeonato Oficial de ese año, en la división de honor contó con la participación  de ocho clubes, (Universitario, Bamin, Stormer’s Petrolero, Wilsterman Coop, Casegural, Alianza Litoral, Nacional Potosí e Independiente) logramos el registro de jugadores del primer plantel del club: STORMERS PETROLERO; Mario Castro, Freddy Pareja, Pedro Sauza, Cecilio Menchaca, Benito Castro, Gróver Berrios, José Flores, Luis Sempértegui, Julio César Enríquez, Eduardo Carreño, Rodolfo Claure, Víctor Campos.
El año 1972 por el campeonato local empató a 1 gol por lado con Alianza Litoral, a mediados de abril con esta formación: Stormers Petrolero; Calim Chair, Ochoa, Vargas, Alberto Alcoba y Freddy Pareja; Gróver Berríos, Ulloa; Domínguez, L. Sempertegui, Hoyos y Ramiro Fernández. Cambios Campos y Carreño.
El sábado 21 de mayo por el Campeonato Nacional en nuestra ciudad se presentó Stormers de Sucre con Rodríguez, Ramos, Garrido, Ortiz y Chávez; Marañón y Carlos Vega; Sanabria, Quinteros, Hernán Vega y Veizaga. Alternaron Carvajal, Cabalieri y Lima. Su adversario Stormers Petrolero de Potosí jugó con; Chair, Campos, Gómez, Alcoba y B. Castro; Oropeza y Berríos; Sempértegui, Aramayo, Ramos y Fernández. Ganó el equipo potosino 3 a 2, tantos convertidos por Berríos, Ramos, Fernández para el local, Cabalieri y Carvajal para la visita.
En el mes de junio del 72 en partido Internacional jugaron; STORMERS DE POTOSI 4 – COLON DE SALTA 2. El equipo de Petrolero se presentó con Chair, Campos, Alcoba, J. Castro y B. Castro; Berrios y Sempértegui; Enríquez, Ramos, Hoyos y Fernández. El plantel argentino se presentó con Cousiño, Carimayo, Barranco, Peralta y Abán; Aguirre y Carlos Castillo, Albornoz, Romero, Francisco Castillo y Chaille.

### Stormer’s San Lorenzo (1981)
Después de la Dictadura y con la crisis de los precios internacionales en los minerales previas a la famosa Relocalización el club empieza a tener una crisis como la mayoría de los miembros de la AFP y varios piden licencia otros simplemente se alejan, es así que un grupo de Residentes Nor Chicheños más propiamente del Barrio del Teatro al Aire Libre Víctor Paz, tenían un equipo de fútbol el Club San Lorenzo (en honor al club de Boedo) que participaba en campeonatos barriales y zonales llegan a un acuerdo para hacerse cargo del equipo que en tiempos pasados se codeo en campeonatos nacionales con cuadros,  como 31 de Octubre, Municipal, Oriente, Real Santa Cruz, Wilsterman, Aurora, San José, entre otros.
Es así que el nombre del club tiene una última modificación para llegar a denominarse desde entonces como Club Stormer’s San Lorenzo, con lo cual finalmente adopta los colores definitivos que usa actualmente en su camiseta, las franjas verticales azules y rojas.

## Símbolos

### Historia y evolución del escudo

Escudo utilizado hasta 2017.

El escudo del Club Stormers San Lorenzo ha mantenido su forma y color desde su creación, a lo largo de su historia se fueron agregando pequeñas variaciones en el para modernizar su imagen.

## Uniforme
El uniforme tradicional que Stormers utiliza es una camiseta  con rayas azules y rojas, el pantalón y las medias son azules. Su camiseta alterna es de color blanco, con el pantalón y medias blancas.
- Uniforme titular: Camiseta con bastones verticales azules y rojos, pantalón azul y medias azules.
- Uniforme alternativo: Camiseta blanca, pantalón blanco y medias blancas.

| Titular | Visitante |

## Instalaciones

### Estadio
Principalmente, disputa sus partidos de local en el Estadio Serafín Ferreira de la localidad de Catavi.
También disputa sus partidos de local en el Estadio Víctor Agustín Ugarte y en el Estadio Potosí, ambos escenarios ubicados en la ciudad de Potosí.

## Datos del club

### Estadísticas
- Fundación: 26 de mayo de 1897.
- Temporadas en Primera División: 2 (1972 y 1973).
- Participaciones en Copa Simón Bolívar: 7 (2005, 2008, 2011-12, 2017, 2019, 2020, 2023 y 2024).

### Denominaciones
A lo largo de su historia, la entidad ha visto como su denominación variaba por diversas circunstancias hasta la actual de Stormers San Lorenzo, vigente desde 1981. El club se fundó bajo el nombre oficial de "Potosí Stormer’s Football Club".
A continuación se listan las distintas denominaciones de las que ha dispuesto el club a lo largo de su historia:
- Potosí Stormer’s Football Club (1897)
- Stormer’s Potosi (1941)
- Stormer’s Petrolero (1961)
- Stormer’s San Lorenzo (1981)

## Entrenadores

### Cronología
Los entrenadores interinos aparecen en cursiva.
- Alberto Carvalho (2009-2011)
- Ronald Villafuerte (2019-2020)
- Dayler Gutiérrez (2020)
- Cleibson Ferreira (2023-presente)[3]

## Palmarés

### Torneos regionales
| Competición regional              | Títulos                          | Subcampeonatos             |
| --------------------------------- | -------------------------------- | -------------------------- |
| Asociación de Fútbol Potosí (5/4) | 1973, 2009, 2011, 2018/19, 2023. | 1972, 2005, 2008, 2016/17. |

## Hinchada
A pesar de que el club nunca jugó en la liga profesional cuenta con varios seguidores alrededor del Potosí. Stormers es el club más popular de Llallagua e históricamente uno de los más populares del departamento de Potosí.

### La Banda Minera
Es la barra organizada del club.

## Rivalidades

### Independiente Unificada
Históricamente el Independiente Unificada es el mayor rival de Stormers.